# Ville Nousiainen
Ville Antero Nousiainen (* 5. Dezember 1983 in Kouvola) ist ein ehemaliger finnischer Skilangläufer. Er hatte sich spezialisiert auf Distanzdisziplinen.

## Werdegang

### Sport
Nousiainen gab sein internationales Debüt bei den Junioren-Weltmeisterschaften 2002 in Schonach im Schwarzwald, wo über die 10-km-Einzeldistanz auf Rang 49 lief. Im Sprint schied er im Vorlauf aus und belegte in der Wertung schließlich den 34. Platz. Ein Jahr später startete er bei den Junioren-Weltmeisterschaften im schwedischen Sollefteå. Mit einem siebenten Platz im Massenstart über 30 km überraschte der 20-Jährige. Im Einzel über 10 km im klassischen Stil belegte er im Ziel den 18. Platz.
Zwei Wochen nach den Junioren-Weltmeisterschaften und einem 26. Platz beim Skilanglauf-Continental-Cup in Keuruu gab Nousiainen am 16. März 2003 sein Debüt im Skilanglauf-Weltcup. In Lahti verpasste er dabei als 75. jedoch deutlich die Weltcup-Punkteränge. In der folgenden Saison 2003/04 kam der Finne auch lediglich bei seinem Heimweltcup in Lahti zum Einsatz, kam dabei jedoch nicht ins Ziel. In den Winter 2004/05 startete er nach einem guten 19. Platz beim FIS-Rennen in Muonio mit einem schwachen 76. Platz beim Weltcup-Auftakt in Kuusamo. Daraufhin wechselte er in den Scandinavian Cup. Nach einem Sieg in Sundsvall und weiteren guten Platzierungen kam er am Saisonende erneut als Teil des Weltcup-Kaders nach Lahti. Mit Rang 38 verpasste Nousiainen zwar erneut die Punkte, jedoch nur knapp. Daraufhin gehörte er auch beim folgenden Weltcup in Oslo zum Kader und lief als 31. nur um einen Rang an den Punkten vorbei.
Am 26. November 2005 gewann er mit Rang 25 in Kuusamo seine ersten Weltcup-Punkte. Im Januar 2006 startete Nousiainen in Lago di Tesero erstmals mit der finnischen Staffel. Mit seinen Mannschaftskollegen kam er als siebenter ins Ziel. Bei den folgenden Olympischen Winterspielen 2006 in Turin startete er beim Einzelrennen über 50 km, musste das Rennen aber vorzeitig beenden. Bis zum Saisonende startete er bei keinen weiteren Rennen.
In die Saison 2006/07 startete Nousiainen mit guten Ergebnissen bei FIS-Rennen in seiner Heimat. Auch bei seinen ersten Weltcup-Starts in Gällivare landete er deutlich in den Punkterängen. Bei der Tour de Ski 2006/07 belegte der Finne nach guten Etappenergebnissen Rang 23 der Gesamtwertung. In Davos lief er als sechster erstmals unter den besten zehn ins Ziel.
Bei den folgenden Nordischen Skiweltmeisterschaften 2007 in Sapporo startete Nousiainen bei fünf Wettbewerben. Beim Teamsprint erreichte er gemeinsam mit Sami Jauhojärvi den neunten Platz. In der Verfolgung über 30 km lief er am folgenden Tag auf Rang 24 ins Ziel. Im Einzel über 15 km im freien Stil lief er noch stärker und belegte am Ende Rang 18. Bei der folgenden 4 × 10-km-Staffel lief er mit Sami Jauhojärvi, Juha Lallukka und Teemu Kattilakoski auf den sechsten Platz. Beim abschließenden 50-km-Rennen stellte Nousiainen seine Qualität noch einmal unter Beweis und lief als Zehnter ins Ziel. Auch zum Saisonende lief er in Oslo über 50 km noch einmal unter die besten zehn und wurde Neunter. Die Saison beendete Nousiainen wenig später auf Rang 44 der Gesamtwertung.
Zur Saison 2007/08 erreichte Nousiainen schließlich den Sprung in die Weltspitze. In Rybinsk lief er im Dezember als Zweiter erstmals auf einen Podiumsplatz. Bei der folgenden Tour de Ski 2007/08 kam er als 19. der Gesamtwertung ins Ziel. Bestes Ergebnis dabei war ein 12. Platz über 20 km im Val di Fiemme. In Otepää lief der Finne als Dritter zum zweiten Mal auf ein Weltcup-Podium. Auch im Februar im Teamsprint von Liberec lief er mit seinem Partner stark und musste sich nur den Norwegern geschlagen geben. Die Saison beendete er im März nach einem weiteren Top-10-Platz in Bormio auf Rang 17 der Weltcup-Gesamtwertung. In der Distanzweltcup-Wertung stand er am Ende auf Rang 10.
In die neue Saison 2008/09 startete Nousiainen mit einem Sieg beim FIS-Rennen in Saariselkä. In den ersten Weltcups der Saison blieb er jedoch ohne Erfolge und blieb deutlich hinter den Ergebnissen der Vorsaison zurück. Bei den Nordischen Skiweltmeisterschaften 2009 in Liberec startete er über 15 km, musste das Rennen aber vorzeitig abbrechen. In der Verfolgung erreichte er wenig später den 18. Platz. Im folgenden Teamsprint lief er mit Sami Jauhojärvi auf den Bronzerang. Auch bei der folgenden Staffel gewann er gemeinsam mit Matti Heikkinen, Sami Jauhojärvi und Teemu Kattilakoski die Bronzemedaille. Beim abschließen Massenstart über 50 km lief Nousiainen noch einmal auf Rang 25.
Im Dezember 2009 konnte Nousiainen erstmals wieder seine Laufleistung steigern und landete in Rogla im Sprint auf Rang zehn. Auch bei der Tour de Ski 2009/10 konnte er erneut gute Platzierungen erreichen und wurde am Ende 23. der Gesamtwertung. Im Januar sicherte er sich bei den Finnischen Meisterschaften in Keuruu den Titel über die 19,8 km in der Verfolgung.
Bei den folgenden Olympischen Winterspielen 2010 in Vancouver gehörte er zu den favorisierten Mitgliedern des finnischen Teams. Nach einem guten 15. Platz im Einzel über 15 km musste er bei der anschließenden Verfolgung das Rennen vorzeitig beenden. Im Teamsprint musste er mit seinem Partner die Konkurrenz ziehen lassen und wurde am Ende nur Zehnter. Auch mit der Staffel verpasste er eine Medaille und lag am Ende nur auf Rang fünf. Im 50-km-Abschlusslauf erreichte Nousiainen Rang 37. Zum Saisonabschluss erreichte er in Falun den 14. Platz. Ende März sicherte er sich in Kontiolahti auch den Finnischen Meistertitel über 50 km.
In die folgende Saison 2010/11 kam Nousiainen erneut nur schwach. Die Tour de Ski 2010/11 brach er vorzeitig ab und konnte sich so nicht in der Gesamtwertung platzieren. Auch bei den Nordischen Skiweltmeisterschaften 2011 blieb er nach den Erfolgen 2009 diesmal ohne einen Medaillengewinn. Im Lauf über 15 km im klassischen Stil lief er auf Rang acht. Beim folgenden Teamsprint belegte sein Team Rang fünf, mit der Staffel wenig später Rang vier.
Auch zur Saison 2011/12 schaffte Nousiainen nicht die Rückkehr in die Weltspitze. So lief er bei der Tour de Ski 2011/12 nur auf den 28. Platz. Bei den folgenden Finnischen Meisterschaften gewann er über 15 km die Bronzemedaille. Ein Jahr später konnte er sich in Jämijärvi seinen dritten Titel sichern und gewann zudem im Sprint die Bronzemedaille. Daraufhin gehörte er trotz der fehlenden Erfolge im Weltcup auch bei den Nordischen Skiweltmeisterschaften 2013 im Val di Fiemme wieder zum finnischen Kader. Im Einzel über 15 km lief Nousiainen auf den 26. Platz. Mit der Staffel lief er wenig später als Fünfter ins Ziel.
Bei den Finnischen Meisterschaften 2013 in Kontiolahti gewann er über 50 km seinen insgesamt vierten nationalen Titel. Die Tour de Ski 2013/14 beendete er nach guten Einzelergebnissen in den Etappen auf Rang 13 der Gesamtwertung. Zu den Olympischen Winterspielen 2014 in Sotschi wurde er erneut in den Kader berufen und startete bei seinen dritten Olympischen Spielen erstmals im Sprint. Dabei schied er bereits im dritten Vorlauf aus und wurde am Ende 25. der Gesamtwertung. Über die 15-km-Einzeldistanz lief er auf Platz 28. Für die Teamwettbewerbe erhielt er keine Berücksichtigung mehr. Wenige Wochen später sicherte er sich über 10 km bei den Finnischen Meisterschaften 2014 in Vaajakoski die Silbermedaille. In den folgenden Jahren errang er im Weltcup meist Platzierungen außerhalb der Punkteränge. Bei den Nordischen Skiweltmeisterschaften 2015 in Falun belegte er den 22. Platz über 15 km Freistil, den achten Rang mit der Staffel und den fünften Platz im Teamsprint. Letztmals im Weltcup startete er im März 2018 in Lahti, wobei er den 42. Platz über 15 km klassisch errang.

### Privates
Bis zu ihrem Krebstod im Juli 2019 war Nousiainen mit Mona-Liisa Nousiainen verheiratet. Im Jahr 2010 wurden sie Eltern einer Tochter.

## Erfolge

### Weltcup-Statistik
Die Tabelle zeigt die erreichten Platzierungen im Einzelnen.
- 1.–3. Platz: Anzahl der Podiumsplatzierungen
- Top 10: Anzahl der Platzierungen unter den ersten zehn
- Punkteränge: Anzahl der Platzierungen innerhalb der Punkteränge
- Starts: Anzahl gelaufener Rennen in der jeweiligen Disziplin
- Hinweis: Bei den Distanzrennen erfolgt die Einordnung gemäß FIS.

| Platzierung         | Distanzrennen a | Distanzrennen a | Distanzrennen a | Distanzrennen a | Distanzrennen a | Skiathlon Verfolgung | Sprint | Etappen- rennen b | Gesamt | Team c | Team c  |
| Platzierung         | ≤ 5 km          | ≤ 10 km         | ≤ 15 km         | ≤ 30 km         | > 30 km         | Skiathlon Verfolgung | Sprint | Etappen- rennen b | Gesamt | Sprint | Staffel |
| ------------------- | --------------- | --------------- | --------------- | --------------- | --------------- | -------------------- | ------ | ----------------- | ------ | ------ | ------- |
| 1. Platz            |                 |                 |                 |                 |                 |                      |        |                   |        |        |         |
| 2. Platz            |                 |                 |                 | 1               |                 |                      |        |                   | 1      | 1      |         |
| 3. Platz            |                 |                 | 1               |                 |                 |                      |        |                   | 1      |        |         |
| Top 10              |                 |                 | 2               | 1               | 1               | 4                    | 1      |                   | 9      | 1      | 13      |
| Punkteränge         | 7               | 2               | 29              | 3               | 1               | 22                   | 13     | 8                 | 85     | 1      | 16      |
| Starts              | 9               | 9               | 60              | 11              | 7               | 34                   | 39     | 12                | 181    | 1      | 16      |
| Stand: Karriereende |                 |                 |                 |                 |                 |                      |        |                   |        |        |         |